# Förskolan Sjötorget

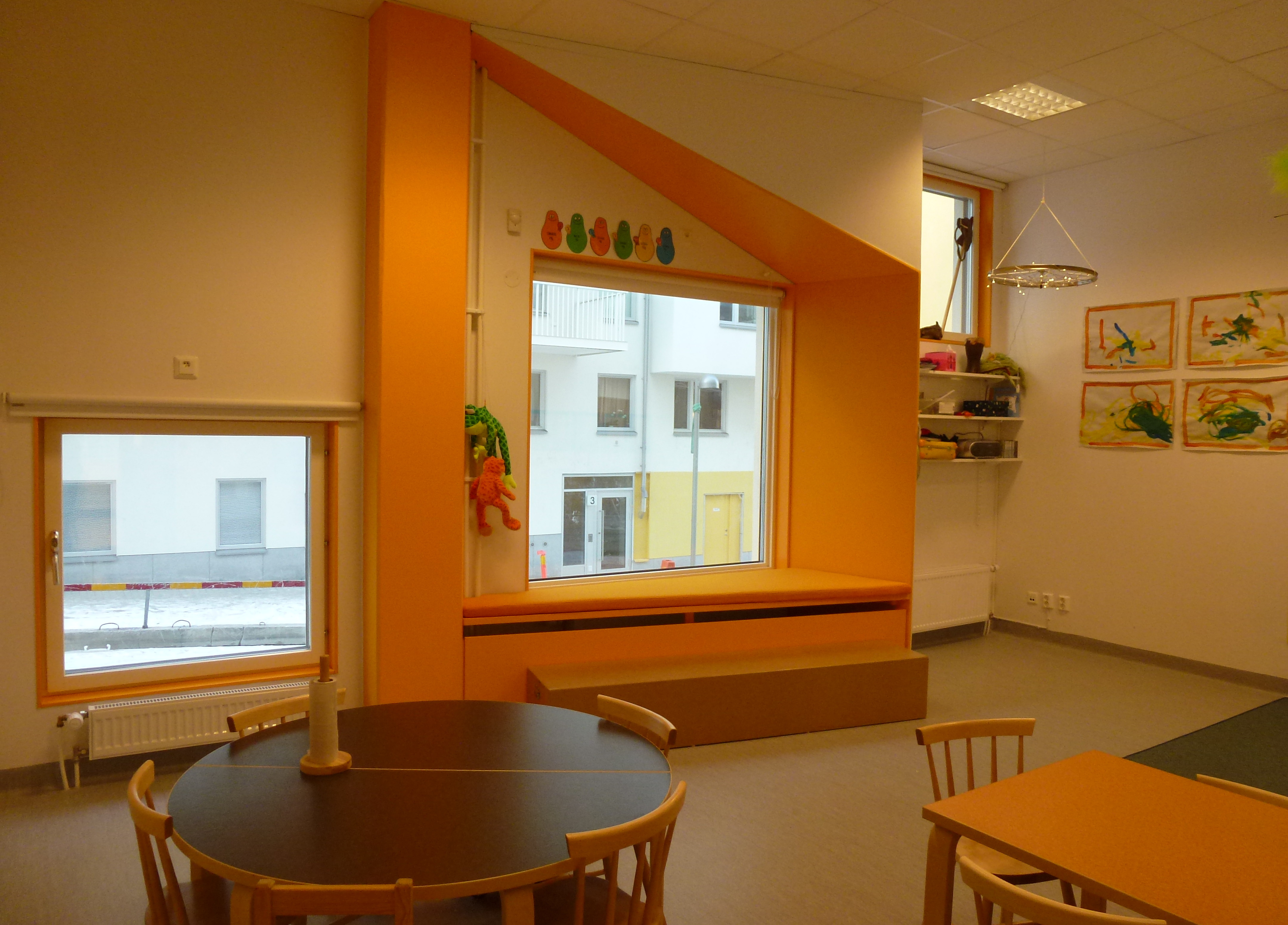
Förskolan Sjötorget, Marieviksgatan 47.

Förskolan Sjötorget är en förskola i stadsdelen Liljeholmen i Stockholm. Förskolan ligger i ett nyuppfört bostadshus nära Marievik och blev nominerat till Årets Stockholmsbyggnad 2013. Förskolan är ritad av arkitekterna Anders Rotstein och Rickard Rotstein.

## Allmänt
I nybyggnadsområdet Liljeholmskajen saknades särskilda markanvisningar för friliggande förskolor, därför placeras förskolorna i bottenvåningarna på kvartersbebyggelsen. Så skedde även i kvarteret Sjövikstorget 2, Marieviksgatan 47. Byggherre var JM och Liljeholmen-Hägerstens stadsdelsförvaltning, som tillsammans med arkitektkontoret Rotstein Arkitekter skapade en intressant och fantasieggande interiör.  Arkitekten menade: "Vi ansåg att förvaltningen inte riktigt tog vara på möjligheten att kunna skräddarsy lokalen och skapa kvalitéer som annars kan vara svåra att lägga till i efterhand".
Utåt skvallrar en udda fönstersättning, som styrdes av barnens ögonhöjd, om att något extra händer bakom fasaden. Interiören är färgglad och gestaltad med vinklar och vrår som  inbjuder till lek och kreativitet. Bland annat finns integrerat förvaring i väggar och trappor med lekytor, kojor och grottor.

## Bilder

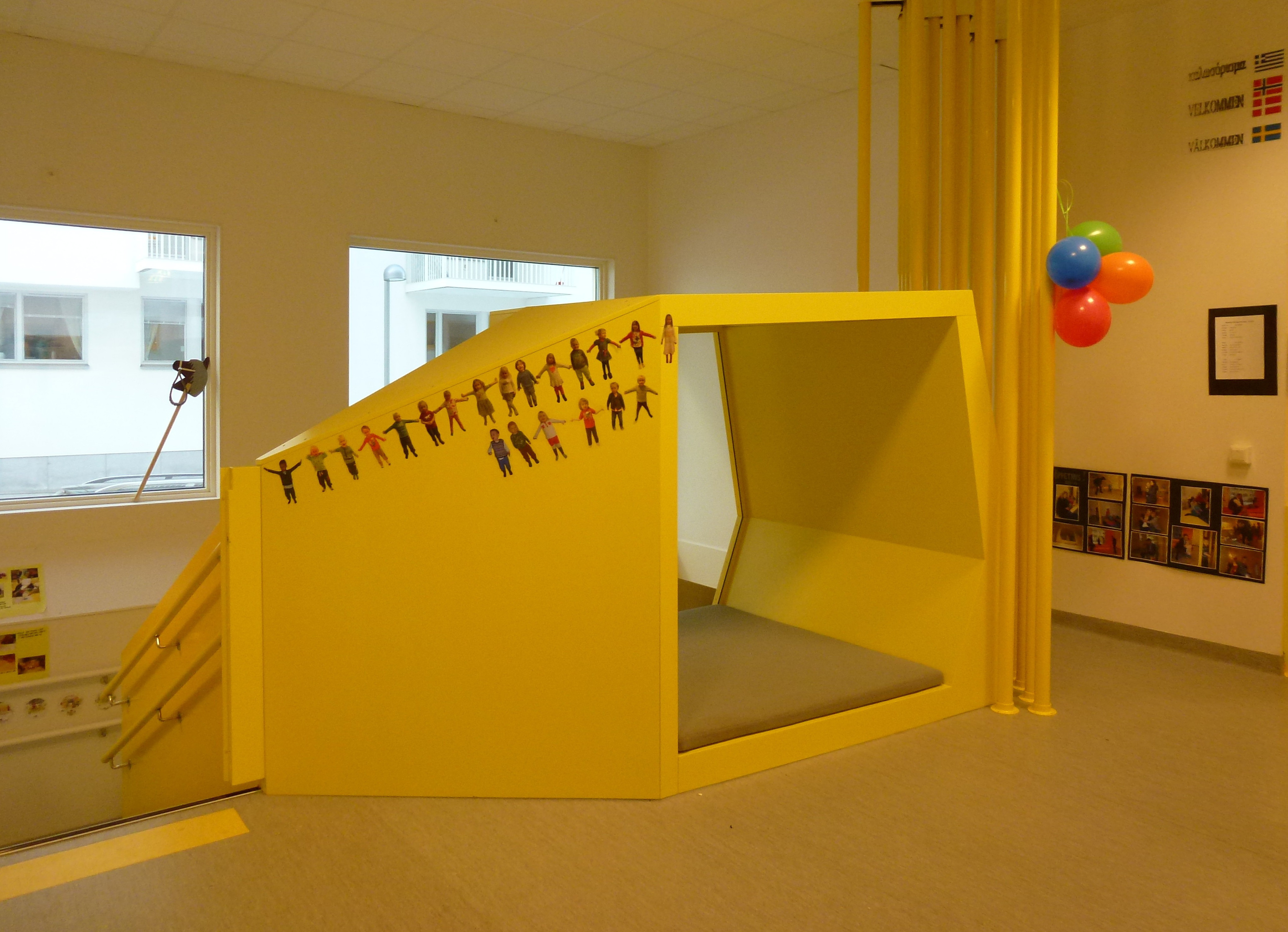
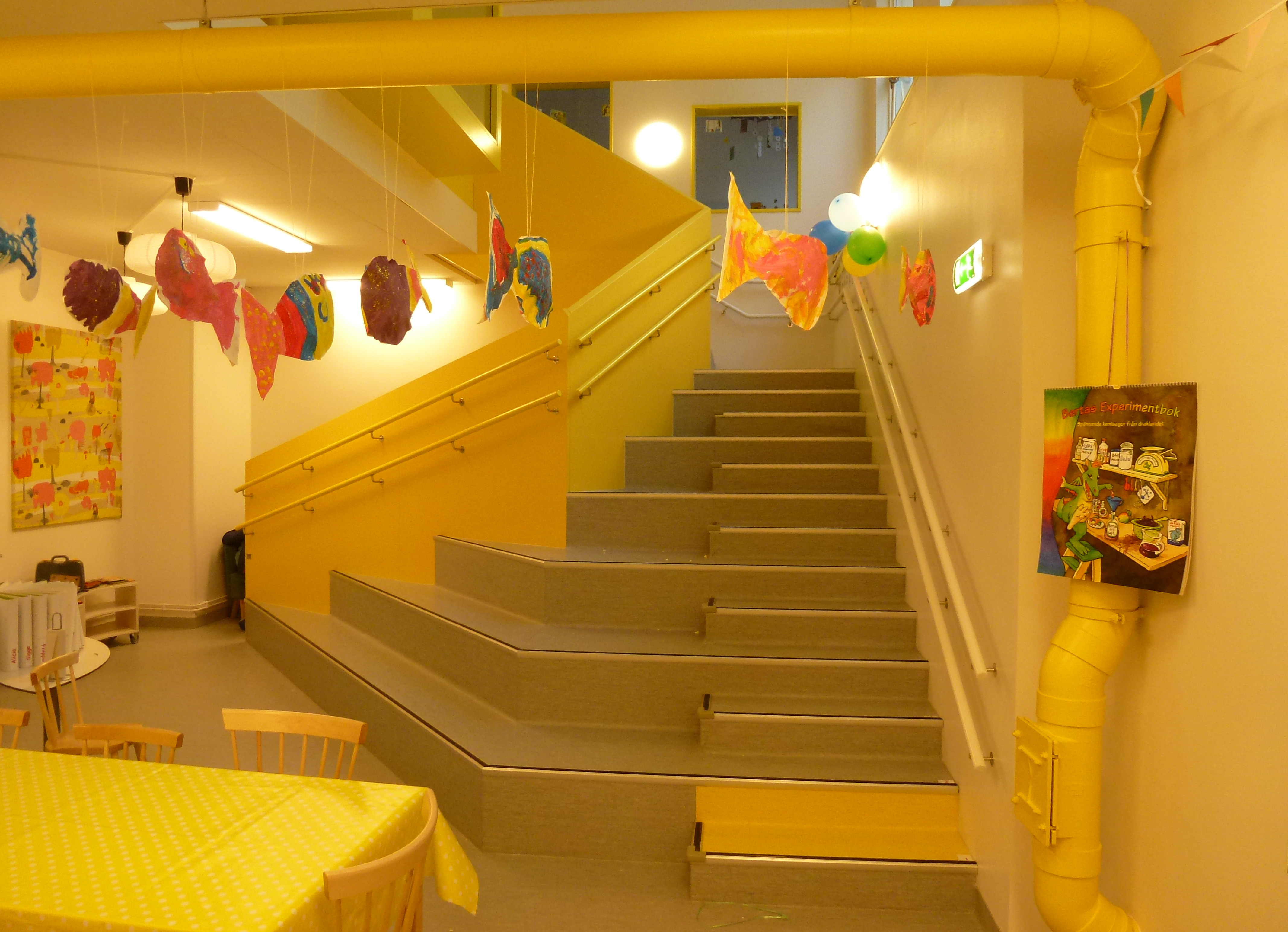
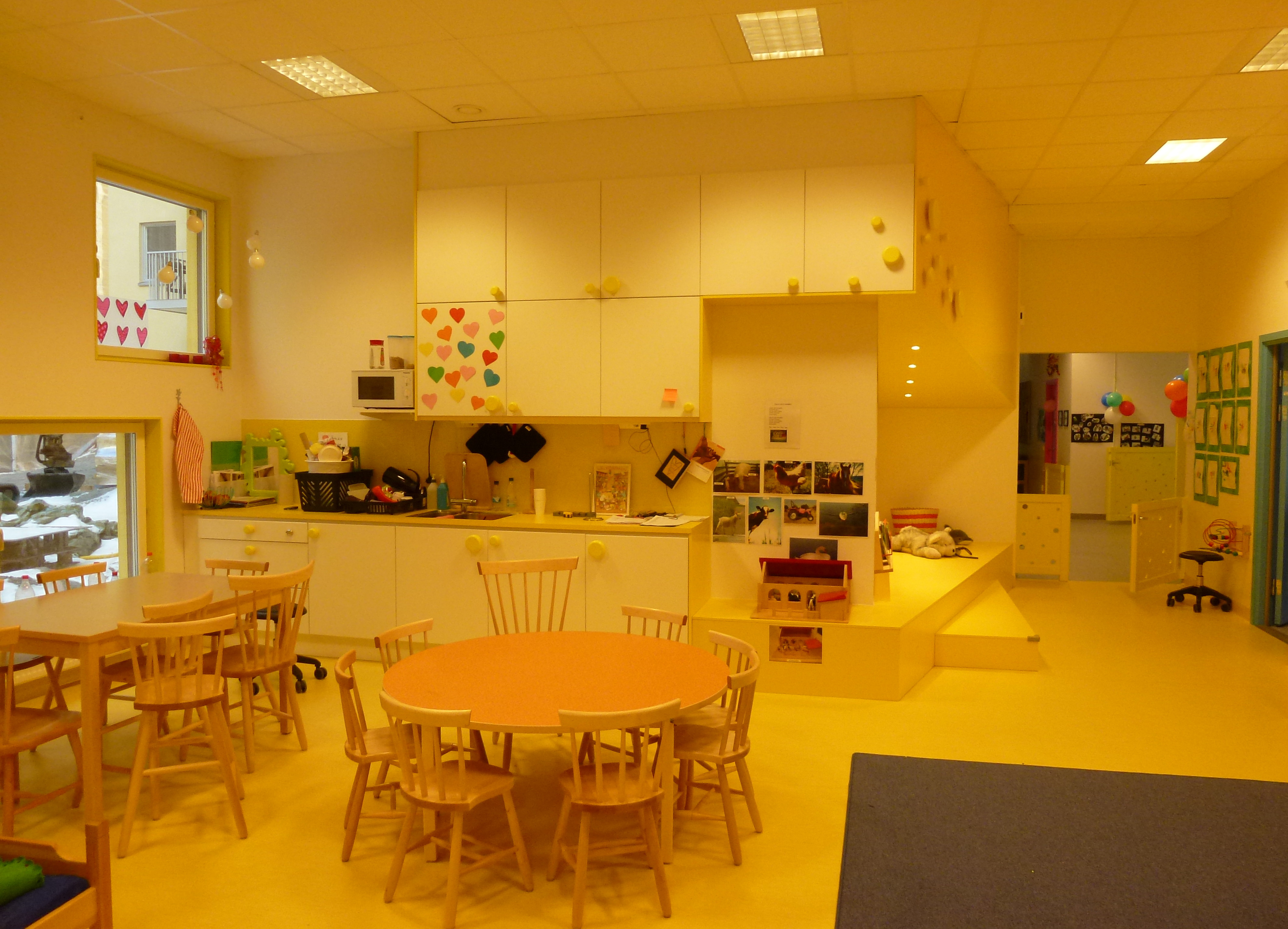
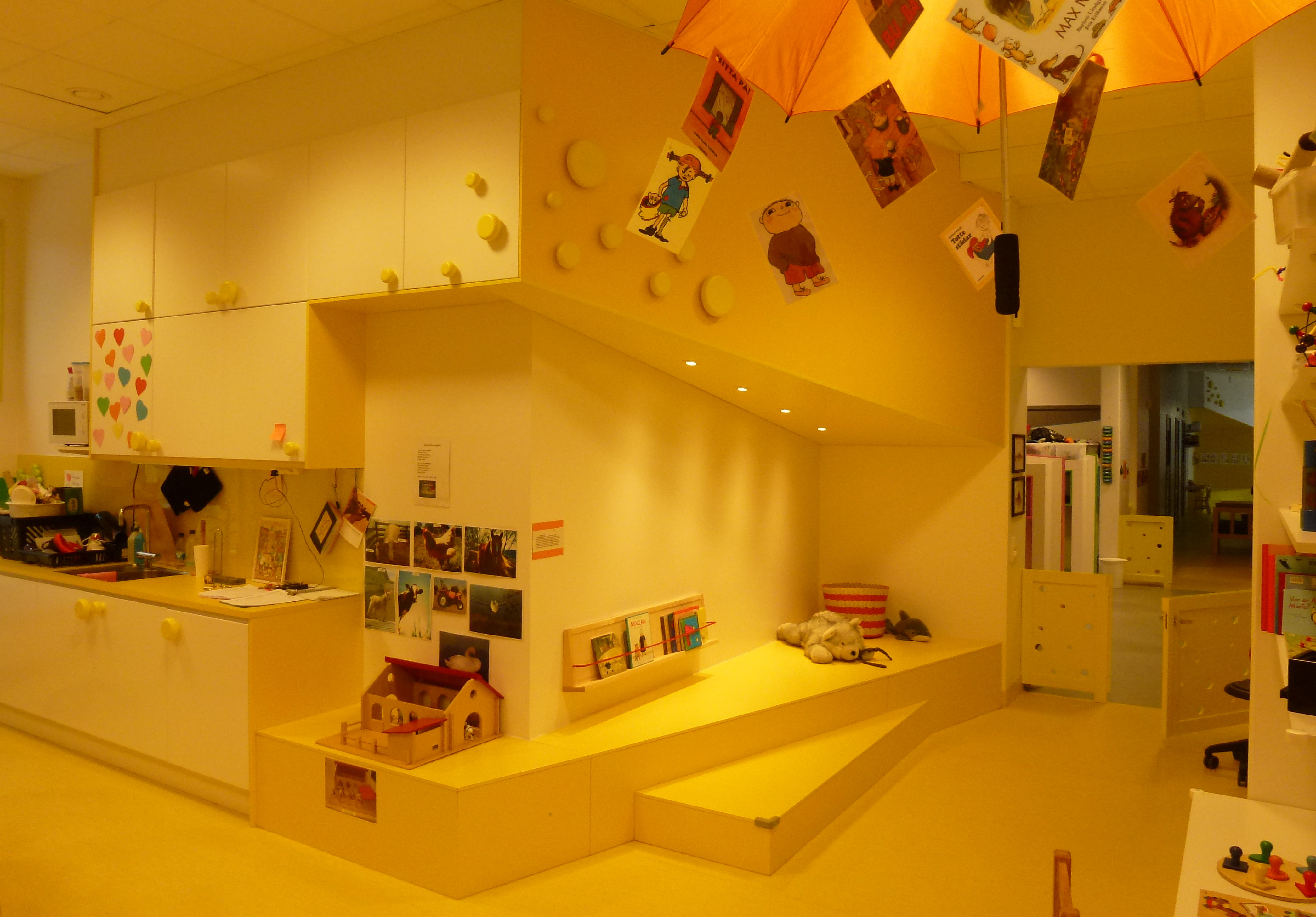